# Бриалья
Бриалья (итал. Briaglia, пьем. Briaja) — коммуна в Италии, располагается в регионе Пьемонт, в провинции Кунео.
Население составляет 288 человек (2008 г.), плотность населения составляет 48 чел./км². Занимает площадь 6 км². Почтовый индекс — 12080. Телефонный код — 0174.
Покровителем коммуны почитается святой Магн, празднование 7 сентября.

## Демография
Динамика населения:

## Администрация коммуны
- Официальный сайт: http://www.comune.briaglia.cn.it/